# Branchinecta sandiegonensis
Branchinecta sandiegonensis е вид хрилоного от семейство Branchinectidae. Видът е застрашен от изчезване.

## Разпространение
Разпространен е в Мексико и САЩ.